# 獅子座ω
獅子座ω，又名BD+09 2188，HD 81858、SAO 117717、HR 3754，是獅子座的一颗恒星，视星等为5.41，位于銀經223.66，銀緯38.9，其B1900.0坐标为赤經9h 23m 6.1s，赤緯+9° 38.9′ 32″。